# John Anderson (Naturphilosoph)

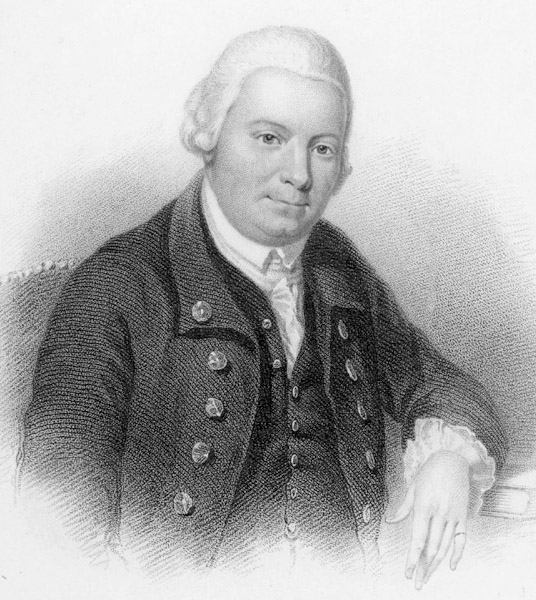
John Anderson, gestochen von William Holl

John Anderson (* 26. September 1726 in Rosneath; † 13. Januar 1796 in Glasgow) war ein schottischer Naturphilosoph und Universitätsreformer.

## Leben und Wirken
Sowohl der Vater als auch der Großvater von John Anderson waren Pfarrer. Nach dem frühen Tod seines Vaters wuchs er bei einer Tante auf. Er studierte an der  Universität Glasgow. Nach Abschluss des Studiums im Jahr 1745 war er zunächst Privatlehrer. Ende 1755 wurde er Professor für orientalische Sprachen an der Universität Glasgow, 1757 wechselte er auf den Lehrstuhl für Naturphilosophie. Er spezialisierte sich auf das seinerzeit neue Gebiet der Experimentalphysik. 1786 veröffentlichte er ein Lehrbuch der Physik, das in der Folgezeit mehrfach aufgelegt wurde. Jenseits seiner akademischen Verpflichtungen war er an der Weiterbildung breiter Schichten der Bevölkerung, speziell der Handwerker, auf technischen Gebieten interessiert. Er organisierte sehr gut besuchte abendliche Vorlesungen. Zu seinem Bekanntenkreis an der Glasgower Universität gehörte James Watt, den er zur Weiterentwicklung der Dampfmaschine ermutigte. Er war ein Befürworter der Ziele der Französischen Revolution von 1789, die er mit mehreren Aktionen unterstützte.
Anderson regte kurz vor seinem Tod in seinem Testament die Gründung einer Universität in Glasgow an mit dem Ziel, dort Handwerker und andere Personen zu unterrichten, die nicht die Universität in Glasgow besuchen konnten. Diese Universität, der er seinen Nachlass vermachte, wurde 1796 gegründet. Sie hieß zunächst Anderson’s Institution, von 1828 bis 1877 trug sie den Namen Anderson’s University und wurde schließlich nach weiteren institutionellen Veränderungen 1964 in die University of Strathclyde überführt.
1759 wurde Anderson zum Mitglied (Fellow) der Royal Society of London gewählt. 1783 war er Gründungsmitglied der Royal Society of Edinburgh.

## Anmerkung und Einzelnachweise
1. ↑  In den Quellen differieren die Zeitangaben.
2. ↑  Fellows Directory. Biographical Index: Former RSE Fellows 1783–2002. (PDF) Royal Society of Edinburgh, archiviert vom Original (nicht mehr online verfügbar) am 18. September 2020; abgerufen am 4. April 2020.  Info: Der Archivlink wurde automatisch eingesetzt und noch nicht geprüft. Bitte prüfe Original- und Archivlink gemäß Anleitung und entferne dann diesen Hinweis.

| Personendaten    | Personendaten                                        |
| ---------------- | ---------------------------------------------------- |
| NAME             | Anderson, John                                       |
| KURZBESCHREIBUNG | schottischer Naturphilosoph und Universitätsreformer |
| GEBURTSDATUM     | 26. September 1726                                   |
| GEBURTSORT       | Rosneath (Ortschaft)                                 |
| STERBEDATUM      | 13. Januar 1796                                      |
| STERBEORT        | Glasgow                                              |